# 麥哲倫雲

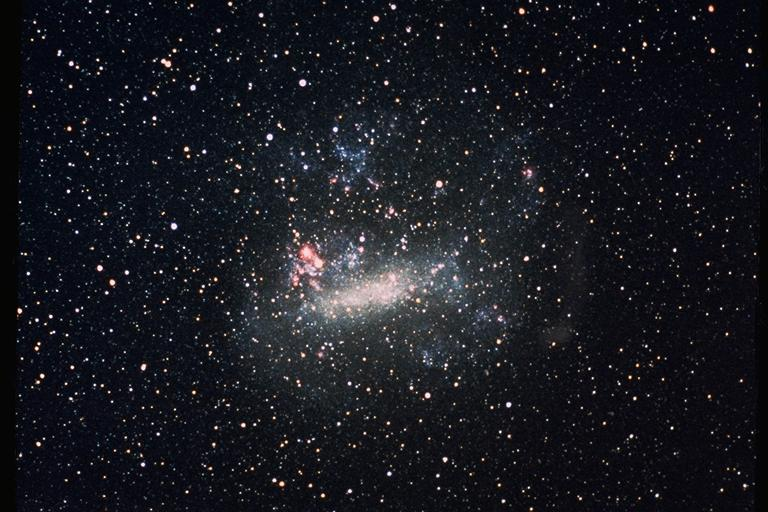
大麥哲倫雲

小麥哲倫雲的一部分

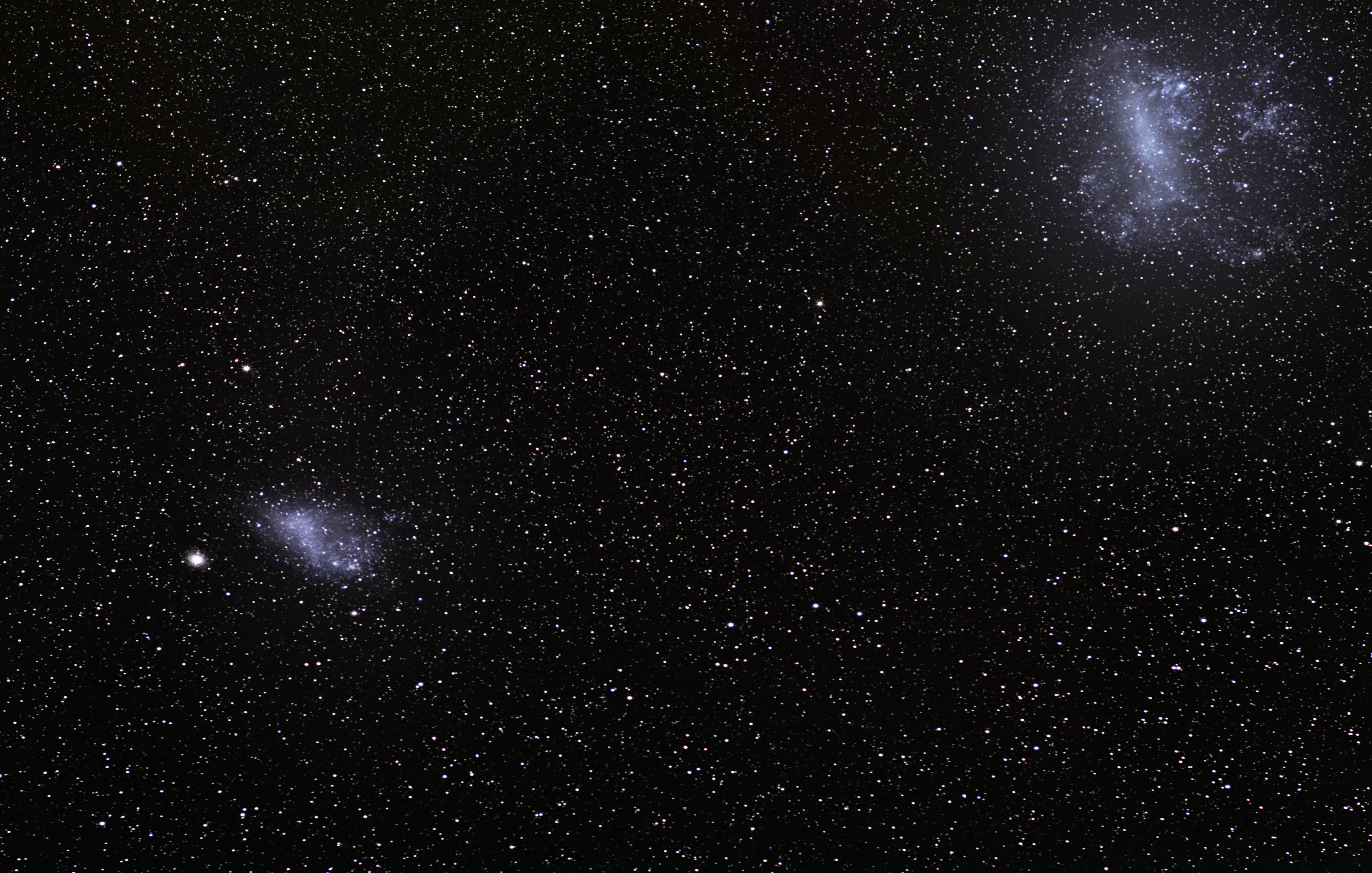
大小麥哲倫雲

麥哲倫雲（包括大麥哲倫雲與小麥哲倫雲）皆為不規則的矮星系，都環繞著我們的銀河系，因此是屬於本星系群的伴星系。
雖然近年發現了有比它們更接近銀河系的星系，但仍然在一般人習慣與科普書上寫成最近的星系。

## 歷史
她們應該早在遠古時代就為古老的南方民族所熟知，大麥哲倫雲最早的記載出現在波斯天文學家阿布德·热哈曼·阿尔苏飞（Abd al-Rahman al-Sufi）於西元964年的著作《恆星之書》（Book of Fixed Stars）中被稱為Al Bakr，在阿拉伯語中的意思是「在南方阿拉伯的白牛」，這也表示了在巴格達和阿拉伯北部是看不見麥哲倫雲的，這個天體只能自北緯12°15'起的曼德海峽才可看見。
在歐洲，麥哲倫星雲於15世紀末首次由意大利人Peter Martyr及Andreas Corsali觀察。其後，安東尼奧·皮加費塔（Antonio Pigafetta）就斐迪南·麥哲倫於1515年─1522年環遊世界的遠征中報道了此事。但是，星雲冠以「麥哲倫」之名要到稍晚時間方才及。在拜耳的《Uranometria》稱二星雲為Nubecula Major及Nubecula Minor；即使在法國天文學家佛蘭斯蒂德於1756年所出版的星圖中，二者所取之名為Le Grand Nuage及Le Petit Nuage。在法語中，二詞的意思為「大雲」（Large Cloud）和「小雲」（Small Cloud）。

## 特徵
大麥哲倫雲和他的鄰居與親戚小麥哲倫雲，在南半球是很顯眼的一對天體，肉眼看似銀河被分離的兩個片段，在天空中大約相隔了21度，實際的距離則大約是75,000光年。直到1994年發現人馬座矮橢球星系之前，她們是最靠近我們的星系。
觀測及理論的證據指出，大小麥哲倫都在環繞銀河的軌道上，因為潮汐力的交互作用有很大的變形。中性氫的噴流連接著銀河與彼此之間，而且兩者都像遭到破壞的棒旋星系。不管怎樣，她們的重力也影響到我們銀河的部份盤面。(Chaisson和麥克米倫)
麥哲倫雲的徑向速度和自行已經由哈佛大學的史密松寧天文物理部門製造的立體速度測量儀，從哈伯太空望遠鏡的數據測出她們穿越銀河的速度分別是每秒378公里和302公里，這個數值比之前所知的運動速度大了將近2倍。对该现象有三种解释：
- 银河系的质量比目前所知大一倍。
- 麦哲伦云并不环绕银河系公转，而只是碰巧路过。
- 银河系中暗物质并不如某些理论预测的呈盘状分布或呈椭圆分布。[6]

撇開她們不同的結構和低質量，她們與我們的銀河有兩項很大的不同。首先，她們有豐富的氣體，她們的氫和氦的比例相對於銀河是偏高的。她們的金屬含量也比銀河少，在大小麥哲倫雲中最年輕恆星的金屬量相對於太陽只有0.25到0.5。兩者的星雲和星族也都被注意到，但是在我們銀河中的恆星從最年輕到年老的都有，表明恆星形成的歷史是漫長的。(Chaisson和麥克米倫)
1987年在大麥哲倫雲中發現的超新星（SN 1987A），是過去3個世紀中最明亮的超新星。

## 資料來源
1. ↑  . 2007-01-10  [2022-11-23]. （原始内容存档于2008-01-16） （英国英语）.
2. ↑  . Naval Oceanography Portal.   [2022-11-23]. （原始内容存档于2011-07-22）.
3. ↑  . The Linda Hall Library.   [2022-11-23]. （原始内容存档于2009-05-09）.
4. ↑  . Macquarie University.   [2022-11-23]. （原始内容存档于2005-07-15）.
5. ↑  . Harvard University. Center for Astrophysics.   [2022-11-23]. （原始内容存档于2007-01-28）.
6. ↑  Than, Ker. . Space.com. 2007-01-09  [2022-11-23]. （原始内容存档于2022-11-23） （英语）.
7. ↑  .   [2007-01-29]. （原始内容存档于2007-03-11）.
8. ↑  .   [2007-01-29]. （原始内容存档于2007-06-07）.